# بحر الهزج
بَحْرُ الهَزَجِ هو أحد بحور الشعر، وسمي بالهزج «لأنه يضطرب، فشبه بهزج الصوت». وبحر الهزج ينتمي إلى دَائِرَةِ المُجْتَلَبِ، التي تضمّ الهزج والرَّجَز والرَّمَل.

## وزن بحر الهزج
يتشكّل وزن بحر الهزج على النحو التالي:
ولكن يستعمل بحر الهزج مَجْزُوءًا وُجُوبًا، أي على أربع تفعيلات، فيكون:

## العروض
عروض الهزج واحدة صحيحة مفاعيلن.